# Metazygia carimagua
Metazygia carimagua är en spindelart som beskrevs av Levi 1995. Metazygia carimagua ingår i släktet Metazygia och familjen hjulspindlar.
Artens utbredningsområde är Colombia. Inga underarter finns listade i Catalogue of Life.